# Ajo Morado de Las Pedroñeras

Logo de l'IGP Ajo Morado de Las Pedroñeras.

L'Ajo Morado de Las Pedroñeras (ail violet de Las Pedroñeras) est une appellation qui désigne une production traditionnelle d'ail de la région de Las Pedroñeras dans la région de  Castille-La Manche en Espagne. Las Pedroñeras, située au centre de cette zone de culture de l'ail violet, se présente comme la Capital del ajo, c'est-à-dire la capitale espagnole de l'ail.
Cette production bénéficie depuis le 17 juillet 2008 du label européen IGP « Ajo Morado de Las Pedroñeras ».
L'organisme de défense et de gestion de cette appellation est le Consejo Regulador de la IGP Ajo Morado de las Pedroñeras dont le siège est à Las Pedroñeras (Cuenca). Par ailleurs, la société Coopaman S.C.L., entreprise fondée en 1986 par six coopératives de la province de Cuenca et dont le siège est également sis à Las Pedroñeras assure le conditionnement et la commercialisation de l'ail. L'organisme de certification et de contrôle est la société Servicios de Inspección y Certificación, S.L. (SIC).

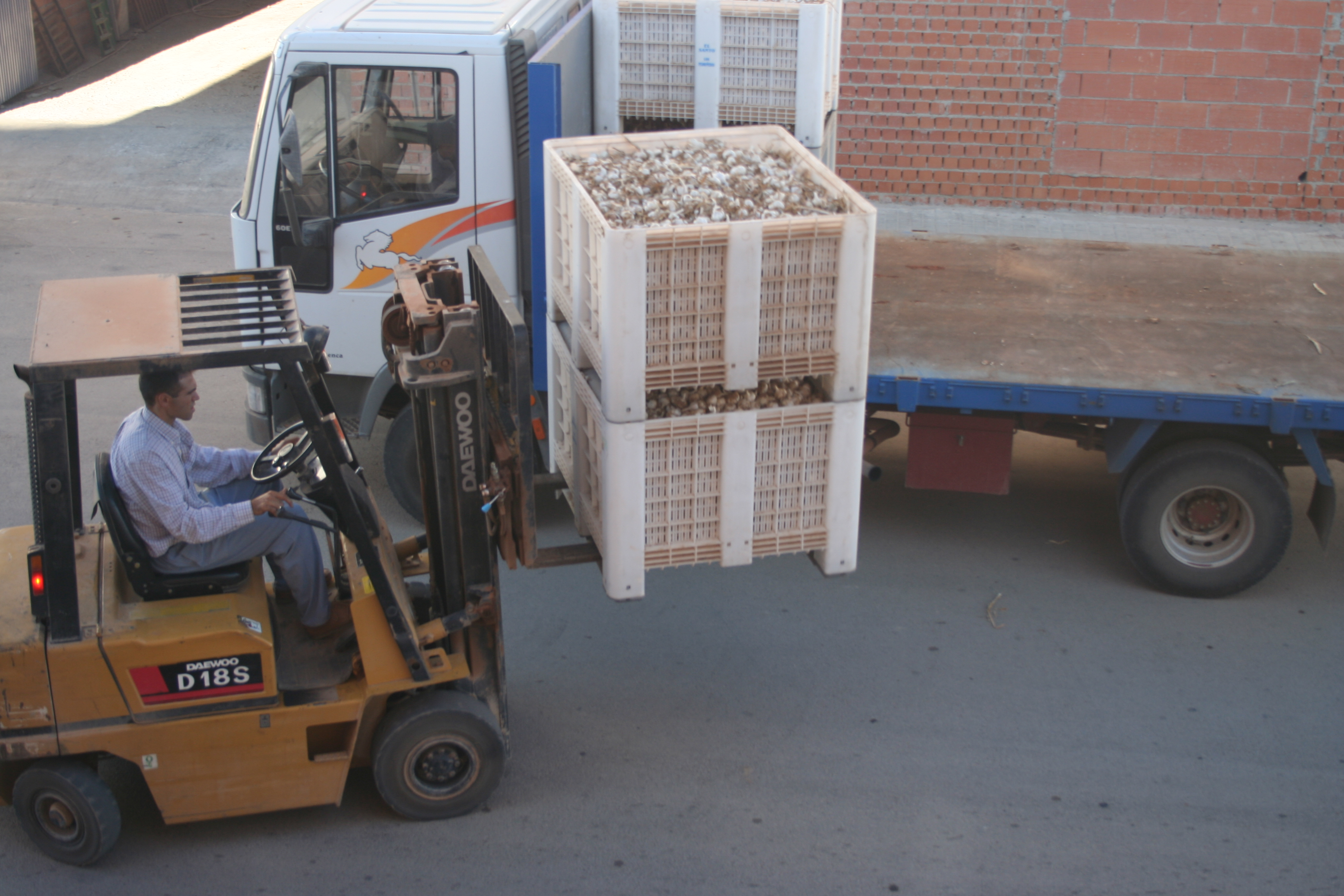
Chargement d'ail à Las Pedroñeras

## Caractéristiques du produit
L'Ajo Morado de Las Pedroñeras est produit à partir de l'écotype local 'Morado de Las Pedroñeras' (appartenant à la variété 'Morado de Cuenca'). Le bulbe doit mesurer au moins 45 mm en catégorie Extra et 41 mm en catégorie I. Ce bulbe de forme sphérique est recouvert de tuniques externes blanches plus ou moins striées, avec des caïeux de couleur externe caractéristique, violette ou mauve, et à chair blanc-jaunâtre. 
L'Ajo Morado de Las Pedroñeras se caractérise aussi par sa forte teneur en composés organosulfurés, riches en allicine, substance qui donne à l'ail son odeur et sa saveur.

## Aire géographique
L'aire géographique de production de l'Ajo Morado de Las Pedroñeras a été délimitée en prenant en compte les traditions historiques de culture et les caractéristiques du terroir. Elle comprend deux cent vingt-cinq localités des provinces d'Albacete, Ciudad Real, Cuenca et Tolède, dans la communauté autonome de Castille-La Manche.

## Fête
Chaque année, depuis 1973, la « Feria Internacional del Ajo Morado de Las Pedroñeras » (Foire internationale de l'ail violet de Las Pedroñeras) se tient fin juillet à Las Pedroñeras. Cette manifestation compte une quarantaine d'exposants et attire environ 10 000 visiteurs. Elle comprend notamment un concours de cuisine autour de l'ail violet et des dégustations gastronomiques.